# Eenkristal

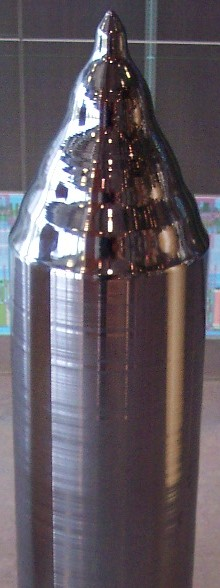
Een eenkristal of boule van silicium

Een eenkristal of monokristal is een kristal waarvan de bouwstenen, dat kunnen atomen, ionen of moleculen zijn, een enkel, homogeen kristalrooster vormen. Hierin onderscheidt het eenkristal zich van polykristallijne samenstellingen, tweelingkristallen en amorfe stoffen.
Eenkristallen komen vrij in de natuur voor, bijvoorbeeld beril, kwarts en gips, maar worden in diverse vakgebieden ook kunstmatig gemaakt, vooral in de halfgeleidertechnologie. Het laten groeien van eenkristallen van silicium door middel van zonesmelten is daar een belangrijke stap in het productieproces. Indien dat goed gebeurt kunnen roosters zonder defecten worden opgebouwd.

## Voorbeelden
- Boule
- Entkristal
- Epitaxiale laag
- Wafer